# Ahmed Senoussi
Ahmed Senoussi, född 22 januari 1946, är en friidrottare från Tchad. Han deltog vid olympiska sommarspelen 1968 och olympiska sommarspelen 1972.